# Jan Willem Boellaard
Jan Willem Boellaard (Meerkerk, 5 maart 1772 - Gorinchem, 16 december 1830) was een militair en burgemeester van Herwijnen

## Familie
Boellaard was een lid van het geslacht Boellaard en zoon van mr. Dirk Boellaard (1740-1826) en diens nicht Dorothea Beatrix Boellaard (1745-1823). Hij trouwde op zijn beurt een nicht, namelijk in 1796 Cornelia Gerardina Boellaard (1776-1859). Uit dit huwelijk werden acht kinderen geboren.

## Loopbaan
Hij trad in 1786 als cadet in dienst van het Regiment Hardenbroek maar werd al het jaar erop door de Pruisen gevangengenomen. Hij trad in 1791 in Franse dienst als tweede luitenant. In 1795 trad hij in Bataafse dienst en kwam onder bevelen van luitenant-kolonel Chassé. In 1797 werd hij onder generaal Daendels in Den Helder ingescheept. Hij raakte gewond, en even later opnieuw bij de Slag bij Bergen (1799) waarna hij door de Engelsen gevangen werd genomen. Hij vroeg na vrijlating om ontslag, hetgeen hem niet verleend werd: hij kreeg wegens verdiensten twee jaar verlof met behoud van soldij. In 1802 werd hem uiteindelijk eervol ontslag verleend.
Daarna leidde hij gedurende enige tijd een ambteloos bestaan totdat hij in 1811 tot maire van Herwijnen werd benoemd, hetgeen hij bleef tot zijn overlijden in 1830. Zijn zoon Dirk volgde hem in die functie op. In 1822 kocht hij deze heerlijkheid Herwijnen aan, welke eveneens overging op zijn oudste zoon Dirk.